# げっきんチェック
『げっきんチェック』は、2015年3月30日から2021年3月26日までテレビユー福島（TUF）で放送されていたローカルワイド番組・情報番組。
本項では、2017年4月1日から2021年3月27日までの土曜夕方に放送されていた『土曜日も!げっきんチェック』、2021年3月29日から2022年3月31日までに放送されていた後継番組『げっきんS』についても扱う。

## 概要
1994年4月の『マル得ふくしま生放送』以来、前番組『はぴスタ』に続いて放送されている福島県ローカルの情報番組。番組中にはTwitterやデータ放送と連動して放送していた。
MCは、前番組『はぴスタ』からは梅田澪理が続投し、奥秋直人 と、芸人のヒッキー北風が担当。
2016年4月からは、テレビユー福島を退社した梅田に代わり、中嶋絵美がMCに就任。
2017年4月1日から、『土曜日も!げっきんチェック』のタイトルで土曜夕方にも放送を開始。同時に奥秋とヒッキーがMCを降板し、代わって杉浦敦、よしもとクリエイティブ・エージェンシー福島県住みます芸人となった市川こいくち、同じく福島県住みます芸人でリポーターを担当していたぺんぎんナッツの中村陽介がMCに就任。
2018年3月をもって市川が降板。4月からは、曜日別リポーターとしてバレエダンサーの宮尾俊太郎、演歌歌手の森山愛子が加わる。中嶋・杉浦敦の担当も『土曜日も!げっきんチェック』を含め、月曜から土曜までの担当に変わった。同年10月、MCに田中沙朋が加わる。
2019年3月29日の『げっきんチェック』および30日の『土曜日も!げっきんチェック』の放送をもって、杉浦敦が降板。4月からは杉浦祐治がMCに就任。
同年9月末には中嶋も降板し、杉浦祐治・田中の2人体制となった。同時に番組のリニューアルを行い、曜日ごとのテーマ廃止と視聴者の投稿をもとに2人のMCが調査レポートするという形式に移行した。この移行に伴い、セットも土曜の放送を除き、テレビユー福島玄関ロビーからのラジオ局風のものになっていたが、2020年4月にはスタジオからの放送に戻った。また、2020年4月からの新型コロナウィルス感染拡大に伴う特別処置法に基づく緊急事態宣言期間中は、MCの杉浦・田中は交互にリモート形式で出演する対策を行った。
2021年4月の改編で夕方帯に情報番組『ちゃんろく。』が始まることを受け、『げっきんチェック』としては終了。放送時間を1時間繰り下げた10時54分から11時20分に『げっきんS』として改題。『Nスタふくしま』と共用しているスタジオの本番組専用セットは一角が『ちゃんろく。』専用に改装されたため本番組は同じスタジオセットを使いながらも省スペースでの放送となった。2022年3月31日に同タイトルとしての放送は終了。『マル得ふくしま生放送』から28年間続いた平日午前の情報番組は廃枠となり、『なんでかんで見っせ!』に改題して土曜朝の時間帯に移動したが、『夜明けのラヴィット!』（TBS制作、『ラヴィット!』のダイジェスト番組）のネット開始に伴う土曜朝の時間帯の編成見直しや同じく土曜夕方に新しい情報生番組『WITH!』を立ち上げる為、2023年3月をもってわずか1年で終了した。

## 放送時間

### げっきんS
- 2021年3月29日 - 2022年3月31日：10:54 - 11:20

### げっきんチェック
- 2015年3月30日 - 2017年3月31日：9:55 - 10:50

『はぴスタ』では、月曜・火曜のみ10時20分まで放送していたが、本番組からは月曜から金曜まで終了時間が10時50分に統一された。
- 2017年4月3日 - 2018年9月28日：9:55 - 10:25

『ひるおび!』午前が拡大したため、放送時間が25分短縮。
- 2018年10月1日 - 2021年3月26日: 9:55 - 10:45

『ひるおび!』午前が従来の11時30分飛び乗りに戻ったため、放送時間が再度拡大。
- 『ビビット』が終了する2019年9月27日までは、エンディング直後の9時54分に本番組の生ジャンクションが30秒放送されていた。
- 報道特別番組が組まれる際は放送休止となった。
- 2020年3月23日から3月26日までは、当初行われるはずだった東京オリンピック聖火リレーの特別番組が9時55分から5分間放送されたため、10時00分から繰り下げて放送した。

### 土曜日も!げっきんチェック
- 2017年4月1日 - 2021年3月27日 17:00 - 17:30

『オールスター感謝祭』や『音楽の日』放送時など特別番組による編成時には、30分繰り上げたり、放送休止になる場合があった。

## 出演者

### MC
- 2021年3月29日 - 2022年3月31日
  - 『げっきんS』 - 杉浦祐治

#### MCの変遷
いずれも当時のテレビユー福島アナウンサー（ヒッキー北風、中村陽介（ぺんぎんナッツ）、市川こいくちを除く）。
| 期間          | 期間          | メインMC    | メインMC    | サブMC     | サブMC                   |
| ------------- | ------------- | ----------- | ----------- | ---------- | ------------------------ |
| 2015年3月30日 | 2016年4月1日  | 奥秋直人    | 奥秋直人    | 梅田澪理   | ヒッキー北風             |
| 2016年4月4日  | 2017年3月31日 | 奥秋直人    | 奥秋直人    | 中嶋絵美   | ヒッキー北風             |
| 期間          | 期間          | メインMC    | メインMC    | サブMC     | サブMC                   |
| 期間          | 期間          | 月曜 - 土曜 | 月曜 - 土曜 | 月曜・火曜 | 水曜 - 土曜              |
| 2017年4月1日  | 2018年3月31日 | 中嶋絵美1   | 中嶋絵美1   | 中村陽介   | 杉浦敦1 市川こいくち1・2 |
| 2018年4月2日  | 2018年9月29日 | 中嶋絵美    | 杉浦敦      |            |                          |
| 2018年10月1日 | 2019年3月30日 | 中嶋絵美    | 杉浦敦      | 田中沙朋   | 田中沙朋                 |
| 2019年4月2日³ | 2019年9月28日 | 中嶋絵美    | 杉浦祐治    | 田中沙朋   | 田中沙朋                 |
| 2019年9月30日 | 2021年3月26日 | 杉浦祐治    | 田中沙朋    |            |                          |

- 1 2017年4月1日開始の『土曜日も!げっきんチェック』も担当。
- 2 2018年3月30日放送分で降板。
- ³ 2019年4月1日から放送の予定であったが、新元号発表の報道特別番組となったため、翌2日からとなった。

### その他
- ムッシュ・サイトー（みちのくボンガーズ、金曜中継リポーター）
- 中村陽介（ぺんぎんナッツ、月曜リポーター）
  - 2018年3月27日までは、月曜・火曜MC。
- 宮尾俊太郎（火曜リポーター） - 2018年4月3日 - 2019年9月
- 森山愛子（木曜リポーター） - 2018年4月5日 - 2019年9月

## 各曜日テーマ
2019年9月までは、各曜日ごとのテーマに基づいたコーナー（後述）が設けられていた。

### 放送開始当初
- 月曜 - 女子力アップ
- 火曜 - HOT
- 水曜 - うるおいと癒やし
- 木曜 - 自然や動物に親しむ
- 金曜 - 週末が楽しみ♥お得

### 2018年3月まで
- 月曜 - ココロときめく
- 火曜 - HOTな
- 水曜 - 出会いと発見
- 木曜 - ドキドキと笑いの
- 金曜 - 見ればお得
- 土曜 - ゆったり気まま

### 2018年4月から2019年9月まで
- 月曜 - ライブでドキドキ
- 火曜 - HOTな
- 水曜 - 出会いと発見
- 木曜 - ほっこりふれあい
- 金曜 - 見ればお得
- 土曜 - ゆったり気まま

## 各曜日コーナー

### 2018年3月まで
- 月曜 - 「ふく美人」、「ここチェック」
- 火曜 - 「旬感ライブ」、「ここチェック」
- 水曜 - 「中嶋絵美の食べらぶ」、「ふく旅」、「ここチェック」
- 木曜 - 「福島の見たい!知りたい!!◯◯隊!」、「ここチェック」、「おいしいふくしま旬の農産物」、「エンタメチェック」
- 金曜 - 「スーパー新発見!お安くしちゃいマス」、「ゆうがた食堂」
- 月曜〜金曜 - 商品PRコーナー（インフォマーシャル）、『Nスタふくしま』予告、天気予報
- 土曜 - 「ごじ杉」（『グーテン』で放送されていたコーナー「杉浦ひとり」の復活版）

### 2018年4月から2019年9月まで
- 月曜 - 「旬感ライブ」、「ここチェック」
- 火曜 - 「俊太郎が行く」、「ゆうがた食堂」
- 水曜 - 「中嶋絵美の食べらぶ」、「ふく旅」、「ふく美人」、「ここチェック」、「エンタメチェック」
- 木曜 - 「愛子の花道」、「DNApresents お茶の間エクササイズ」、「おいしいふくしま旬の農産物」
- 金曜 - 「スーパー新発見!お安くしちゃいマス」
- 月曜〜金曜 - 商品PRコーナー（インフォマーシャル）、『Nスタふくしま』予告、天気予報
- 土曜 - 「ごじ杉」

### 2019年10月から2020年3月まで
- 随時 -  視聴者らの口コミ情報をもとにした調査コーナー
- 月曜 - 「旬感ライブ」
- 火曜 - 「俊太郎が行く」、「ゆうがた食堂」
- 水曜 - 「エンタメチェック」
- 木曜 - 「愛子の花道」、「DNApresents お茶の間エクササイズ」、「おいしいふくしま旬の農産物」
- 金曜 - 「スーパー新発見!お安くしちゃいマス」
- 不定期  - 「おひつ旅」
- 月曜〜金曜 - 商品PRコーナー（インフォマーシャル）、『Nスタふくしま』予告、天気予報

### 2020年4月から番組終了まで
曜日ごとにおおよそ決まっているが、月1回、2週間に1回、不定期などのコーナーもあった。
- 月曜 - 中継コーナー、料理TUBE
- 火曜 - 中継コーナー、ジェスチャークイズ、たぷりなお店、DNApresents お茶の間エクササイズ
- 水曜 - 中継コーナー、エンタメチェック、野菜ソムリエ
- 木曜 - げっきん俳句愛好会、人気のフリーペーパー早読み、郡山とっておき情報、おいしいふくしま旬の農産物
- 金曜 - 中継コーナー、気まぐれミュージック
- 月曜〜金曜 - 商品PRコーナー（インフォマーシャル）、お便り紹介、『Nスタふくしま』予告、天気予報

## テーマ曲
- 堀下さゆり「step for tommrow」[1]

2018年4月1日からは、エンディングではレンジ版の「step for tomorrow 〜dance ver〜」を放送。『土曜日も!』では、ジャズ調にアレンジしたものが使用されていた。

## 関連番組
- 『げっきんチェックMOVIE』（新作映画番組） - 毎週土曜 1:20 - 1:25（金曜深夜）

近日公開および公開中の映画をVTRで紹介する。本番組で使用しているスタジオ内でVTR振りなどを収録していた。
- 『げっきんチェックDELUXE マツコの知らない福島【暴走編・脱線編】』（2015年6月15日、6月22日放送）[7]

『キラリ☆ふくしま』枠で放送。マツコ・デラックスが知らないと思われる福島県の風土や食についてプレゼンしていく企画。番組は、東京都中央区日本橋の「日本橋ふくしま館 MIDETTE」にて収録された。タイトルは『マツコの知らない世界』から取られた。
収録の内容が予想以上に膨らんだため2週に渡って放送され、2015年12月31日に完全版が改めて放送された。
- - ゲスト - マツコ・デラックス
  - MC - 奥秋直人、梅田澪理、ヒッキー北風

## 外部サイト
- げっきん - 番組公式サイト
- げっきんS - 番組公式サイト
- げっきんチェック (@tufgekkin) - X（旧Twitter）
- げっきんチェック (tufgekkin) - Facebook